# Бастер Браун
Ба́стер Бра́ун (англ. Buster Brown) — персонаж газетных комиксов, создававшихся художником Ричардом Фелтоном Аутколтом с 1902 года. Комиксы первоначально печатались в газете New York Herald. Считается, что имя «Бастер» было дано в честь Бастера Китона (в будущем знаменитого актёра, в то время — актёра-ребёнка, известного по популярным водевилям). Комиксы носили характер скрытой рекламы: фамилия «Браун» была связана с Brown Shoe Company — компанией, производившей обувь (тем не менее, изначально этой связи не было). Возможно, прототипом Бастера по внешности и поведению был мальчик, живший по соседству с Аутколтом.
Бастер Браун — младший школьник, живущий в городе в довольно зажиточной семье, одетый по консервативной моде, но отличающийся весьма озорным и вредным характером. У него есть сестра, Мэри Джейн, и собака породы американский питбультерьер по имени Тайж, который считается первым говорящим животным в истории газетных комиксов (но его способность к речи не замечается взрослыми персонажами). Сюжет каждого комикса построен на какой-либо вредной по отношению к окружающим проделке Бастера, которая ему всегда удаётся (разбить окно из рогатки, расплескать газировку на платье женщины и так далее). В некоторых историях Бастер играет на скрипке, причём делает это весьма неумело, из-за чего Тайж всегда воет и зажимает уши в муках. В конце каждого комикса мать Бакстера всегда наказывает его шлепками или палкой, а он обещает ей вести себя в будущем лучше, но никогда не сдерживает обещания. Тем не менее, иногда в конце Бастер также пытается обосновать свои «нехорошие» действия тем, что на самом деле руководствовался благими намерениями, — эти фразы являются скрытой сатирой на жизнь общества начала XX века.
Первая история о Бастере Брауне была опубликована 4 мая 1902 года в New York Herald. Ауткольт в 1906 году перешёл работать к Уильяму Рэндольфу Хёрсту и после судебной тяжбы продолжил выпуск историй о персонаже, теперь не имевших прежнего названия; в Herald же продолжали печататься приключения Бастера Брауна за авторством других людей. Они продолжали печататься как минимум до 1911 года и прекратили печататься до 1921 года, но точную дату прекращения выпусков установить сложно.
Обувная компания Brown Shoe Company приобрела права на имя персонажа ещё в 1904 году и использует его логотип до сих пор, а в 1900-е—1930-е годы нанимала карликов, чтобы играть роль Бастера Брауна в рекламных турах. Обычно же роль персонажа в рекламной кампании исполнял ребёнок Ричард Баркер. Имена Бастера Брауна и его сестры Мэри Джейн были лицензированы в связи с линией детской обуви, впоследствии словосочетанием «Мэри Джейн» стали часто называться любые модели обуви для девочек или женщин с низкой подошвой.
Комиксы о Бастере Брауне пользовались большой популярностью в Америке начала XX века. Первая пьеса о персонаже была поставлена на Бродвее в 1905 году, где его роль исполнял 21-летний актёр-карлик Габриэль Вайгель, известный под сценическим псевдонимом мистер Гавриил. С 1925 по 1929 год о Бастере было снято два короткометражных фильма братьями Стерн для Universal Pictures, где его роль играл Артур Тримбл, а роль Тайжа — знаменитый пёс-актёр Пит Пап. Радиопостановка о персонаже была поставлена NBC Radio Макконнелом в 1943 году, а в 1951 году он перенёс постановку на телевидение, где она шла три года.

## Галерея

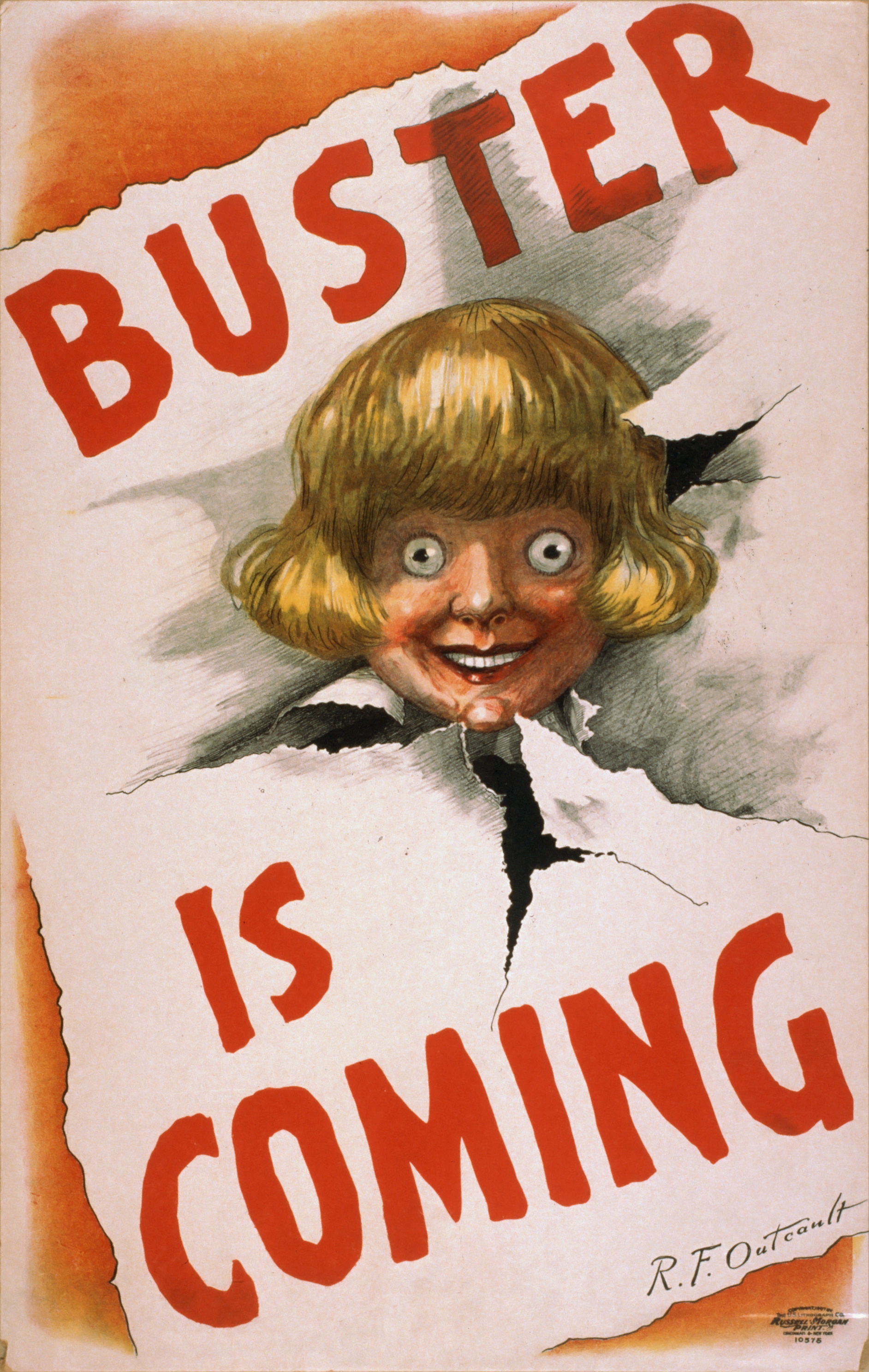
Персонаж на рекламном плакате
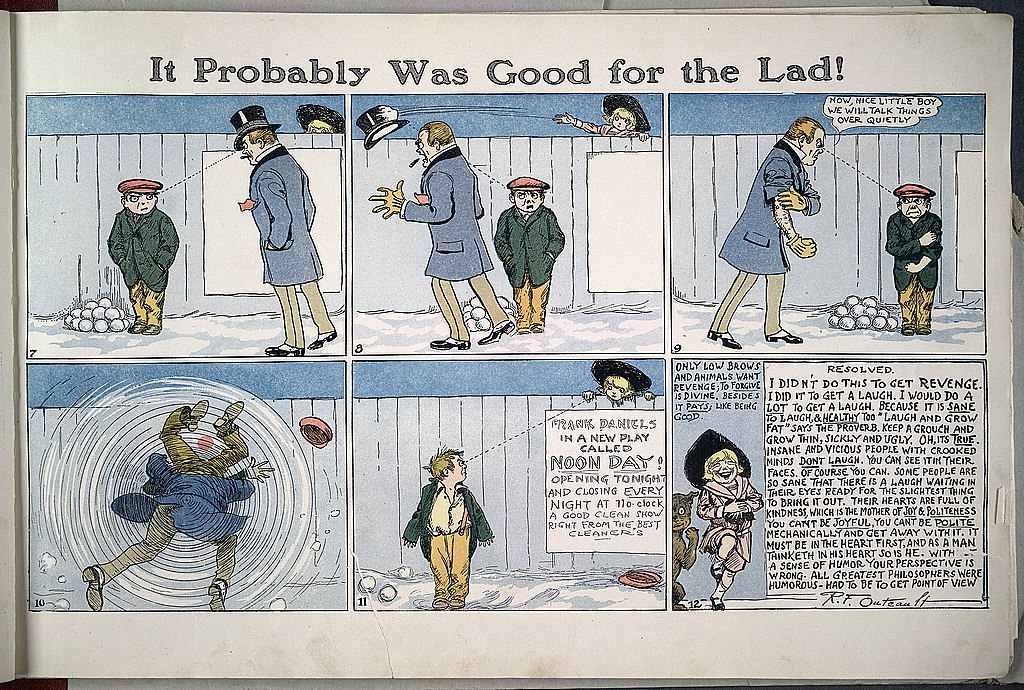
Комикс с Бастером Брауном
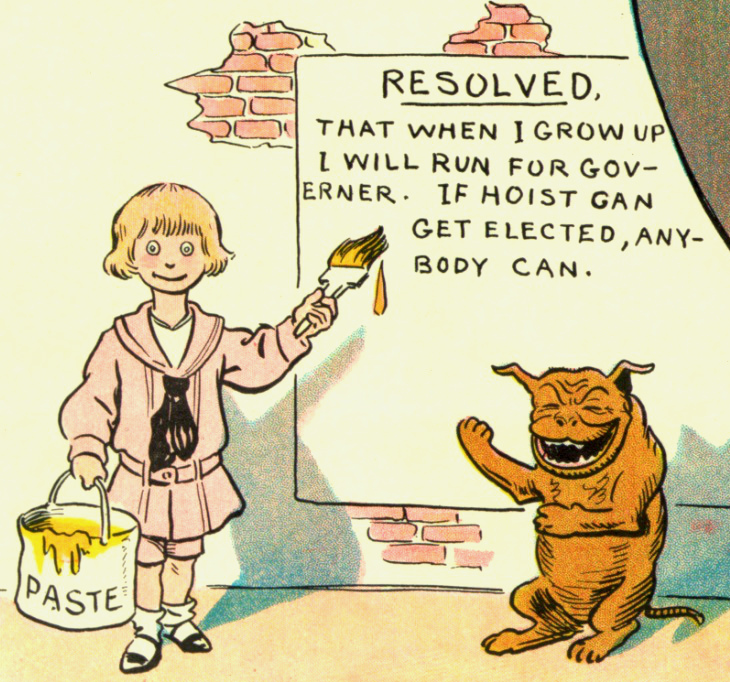
Образы Бастера и его пса в карикатуре Л. М. Глакенса[англ.] для журнала Puck, 1906.